# Etatisme
Etatisme betegner en politisk og økonomisk filosofi, hvor staten spiller en central rolle i samfundets organisering, herunder ejerskab af produktionsmidler, kontrol over ressourcer og regulering af markedet.

## Etatisme ifølge anarkokapitalismen
Set fra et anarkokapitalistisk perspektiv – som repræsenteret af Murray Rothbard og Ludwig von Mises – er etatisme en grundlæggende fejlagtig og moralsk illegitim tilgang til samfundsorganisation.
Anarkokapitalister anser staten som en tvangsbaseret institution, der krænker individets naturlige rettigheder, særligt retten til privat ejendom og frivillige kontrakter. Ifølge Rothbard:
| Citat | Staten er den eneste organisation i samfundet, der systematisk udøver tvang og trussel om vold mod fredelige individer. | Citat |
|       | |       |

## Økonomisk kritik
Ludwig von Mises kritiserede statslig indblanding i økonomien gennem sin teori om det økonomiske kalkulationsproblem. Ifølge Mises er rationel økonomisk planlægning umulig uden frie priser, hvilket kun kan opstå gennem et frit marked og frivillig udveksling. Etatisme – og især socialisme – fjerner markedsmekanismerne og fører derfor til ressourceforvridning, ineffektivitet og stagnation.
Rothbard udvidede denne analyse og hævdede, at enhver form for statsintervention er destruktiv og umoralsk, uanset om den er økonomisk, social eller militær.

## Moralsk og etisk vurdering
Fra et anarkokapitalistisk synspunkt hviler etatisme på en grundlæggende fejltagelse: forestillingen om, at staten har moralsk ret til at regulere og styre individers liv. Rothbard og andre libertarianske tænkere ser al statslig magtudøvelse som:
- Krænkelse af ejendomsret
- Overtrædelse af individets selvbestemmelse
- En institutionalisering af vold

Anarkokapitalismen forkaster derfor ikke kun autoritære eller totalitære former for etatisme, men også den såkaldte "minimalstat", som stadig bygger på tvangsmæssig skatteopkrævning og lovgivning.

## Etatisme i praksis
Etatiske systemer kan tage mange former, herunder:
- Socialisme – hvor staten ejer produktionsmidlerne
- Fascisme – hvor staten samarbejder med store korporationer men bevarer ultimativ kontrol
- Velfærdsstater – som udvider statens rolle i navn af social retfærdighed

Anarkokapitalister mener, at alle disse former fører til:
- Tab af personlig frihed
- Økonomisk ineffektivitet
- Magtkoncentration og korruption

## Alternative samfundsformer
Anarkokapitalismen foreslår i stedet:
- Privat ejendomsret som grundlag for alle relationer
- Frivillige markedsbaserede løsninger på sociale problemer
- Private retssystemer og beskyttelsesagenturer i stedet for statslig politi og domstole